# Ctenoplectrina politula
Ctenoplectrina politula är en biart som först beskrevs av Cockerell 1930.  Ctenoplectrina politula ingår i släktet Ctenoplectrina och familjen långtungebin. Inga underarter finns listade i Catalogue of Life.